# Pycreus pseudodiaphanus
Pycreus pseudodiaphanus är en halvgräsart som beskrevs av Sheila Spenser Hooper. Pycreus pseudodiaphanus ingår i släktet Pycreus och familjen halvgräs.

## Underarter
Arten delas in i följande underarter:
- P. p. occidentalis
- P. p. pseudodiaphanus